# Enzo Camerino
Enzo Camerino (Roma, 2 dicembre 1928 – Montréal, 2 dicembre 2014) è stato un superstite dell'Olocausto italiano.
Arrestato il 16 ottobre 1943 all'età di 14 anni, si tratta del più giovane fra i soli sedici sopravvissuti del rastrellamento del ghetto di Roma a fare ritorno a casa.

## Biografia
Enzo Camerino nacque a Roma da Italo e Giulia Di Cori, una famiglia ebrea benestante che viveva a Roma nel quartiere di Trastevere. Era il più piccolo di tre fratelli, dopo Vanda (1918) e Luciano (1926). Nel 1936 i Camerino si trasferirono a Genova per un anno e quindi a Monza, dove il padre aveva aperto una fabbrica, la SAFE (Società Anonima Forniture Edili), e si occupava di costruire case prefabbricate in legno per l'Abissinia.
Tutto cambiò con l'emanazione delle leggi razziali fasciste del 1938. Il padre dovette lasciare l'azienda e, rientrato a Roma, prese ad occuparsi della vendita di cioccolata all'ingrosso. Enzo, che all'epoca frequentava la scuola pubblica “Umberto Primo”, fu costretto a lasciare la sua classe. Per aiutare la famiglia, lavorò anche presso il negozio di un barbiere, un'esperienza lavorativa che gli tornerà utile ad Auschwitz.
Il 16 ottobre 1943 fu fra il migliaio di ebrei catturati dai tedeschi nel rastrellamento del ghetto di Roma. Sorpresi nella loro casa in viale delle Milizie 11, nel quartiere Prati, l'intera famiglia Camerino venne deportata nel campo di concentramento di Auschwitz: i genitori, i due fratelli, la sorella ed uno zio materno, Settimio Renato Di Cori. Immatricolato con il numero 158.509, fu separato dalla madre e dalla sorella e selezionato per il lavoro assieme al padre ed al fratello, mentre lo zio venne inviato direttamente alle camere a gas.
Dopo il soggiorno a Birkenau, dove Enzo svolse anche il lavoro di barbiere, venne inviato insieme al padre ed al fratello alla miniera di Jawischowitz. Per aver raccolto una mela da un albero venne mandato per punizione a lavorare per mesi a 400 metri di profondità, chino per ore a scavare carbone. A Jawischowitz perse il padre, sfiancato dal lavoro massacrante e finito a calci da una guardia il 5 gennaio 1944. Si ritrova infine a Buchenwald, da dove con il fratello e un altro deportato ebreo italiano, Lazzaro Anticoli, riuscirono a fuggire di notte in un bosco durante un trasferimento dal campo, negli ultimi convulsi giorni prima della liberazione.
Il rientro a Roma, il 12 giugno 1945, fu molto amaro. Enzo Camerino era uno dei soli sedici deportati ad essere ritornati a casa dal Rastrellamento del ghetto di Roma di due anni prima. Della sua famiglia, solo il fratello, che lo aveva di poco preceduto nel rientro a Roma era sopravvissuto; anche la madre e la sorella risultano entrambe decedute nel maggio 1944. Per guadagnarsi da vivere, dovette adattarsi ai lavori più umili, girando per Roma a raccogliere lattine di alluminio usate in cambio di stracci.
L’11 febbraio 1951 sposò Silvana Pontecorvo e, in cerca di migliori opportunità lavorative, il 13 aprile 1957 partì per Montréal, in Canada, dove vivrà il resto della vita con i propri figli e nipoti. In Canada lavorò per la catena di hardware Pascal e in seguito aprì un negozio di vendita al dettaglio nel Parco Extension, che gestirà sino al pensionamento. Nel 1966 morì il fratello Luciano, rimasto a Roma con le tre figlie Giulia, Fiorella e Marina, mentre prestava soccorso a Firenze durante la nota alluvione.
Come la maggior parte degli ex-deportati per decenni non raccontò la propria esperienza e ritornò ad Auschwitz per la prima volta solo nel 2004.
Nel 2009 la sua testimonianza è stata raccolta da Marcello Pezzetti nel volume Il libro della Shoah italiana (Torino: Einaudi), nell'ambito di una ricerca del Centro di Documentazione Ebraica Contemporanea intesa a raccogliere "i racconti di chi è sopravvissuto".
Nell'ottobre del 2013 fu in Italia per partecipare alle celebrazioni del settantesimo anniversario della deportazione degli ebrei romani e proprio durante il soggiorno italiano, l'11 ottobre, morì a Roma Erich Priebke, tra i responsabili dell'eccidio delle Fosse Ardeatine, il quale aveva sempre rivendicato con orgoglio il suo passato e negato l'evidenza dell'Olocausto. Camerino unì la sua voce alle centinaia di manifestanti che protestavano contro la concessione di pubblici funerali per Priebke, la cui salma alla fine verrà tumulata in luogo segreto il 15 ottobre. Il giorno seguente, il 16 ottobre, giorno dell'anniversario della retata del ghetto, Enzo Camerino venne ricevuto in Vaticano da Papa Francesco ed alla sinagoga di Roma dal Presidente della Repubblica Giorgio Napolitano. Per la prima volta l'eccezionale attenzione ricevuta da parte dei media gli offrì la possibilità di raccontare pubblicamente la sua storia a migliaia di persone. La sera venne intervistato in studio da Enrico Mentana al Tg La7.
Il 16 ottobre 2014 fu nuovamente a Roma per commemorare il 71º anniversario del rastrellamento del ghetto di Roma, partecipando alle cerimonie commemorative e venendo ricevuto ancora una volta in udienza da papa Francesco. 
Rientrato a Montreal, morì nel giorno del suo 86º compleanno.